# Das Sommerhaus der Stars – Kampf der Promipaare/Staffel 3
Die 3. Staffel der deutschen Reality-Show Das Sommerhaus der Stars – Kampf der Promipaare wurde vom 9. Juli bis zum 13. August 2018 jeweils montags auf dem Privatsender RTL ausgestrahlt. Innerhalb von Folge 6 wurde nach dem Finale die Aftershow Das große Wiedersehen ausgestrahlt, bei der, unter Moderation von Angela Finger-Erben, alle Paare nochmals auftraten und die vergangene Staffel besprachen und analysierten.
Uwe Abel und Iris Abel wurden das Promi-Paar 2018.

## Teilnehmer

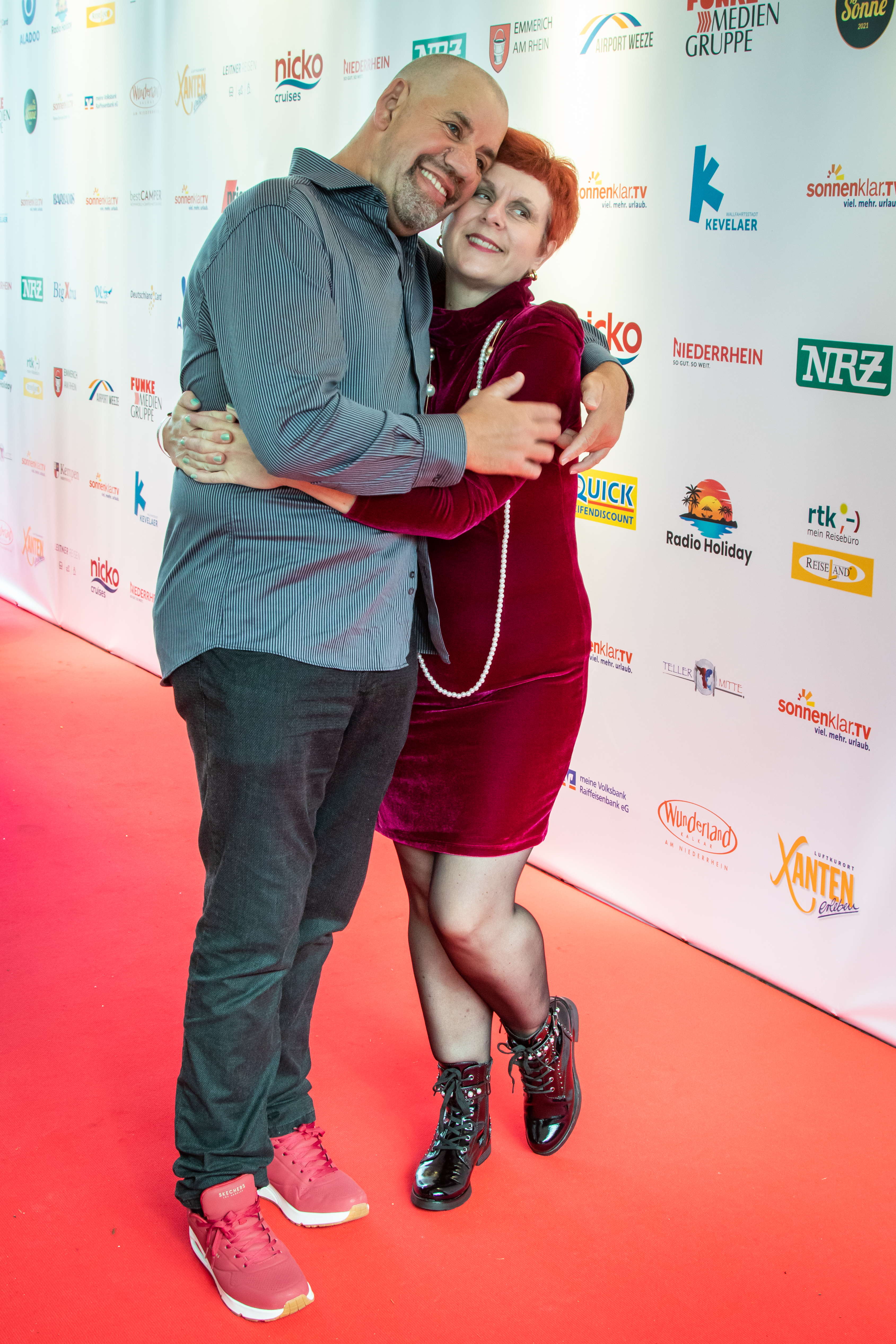
Uwe und Iris Abel erreichten in Staffel 3 Platz 1.

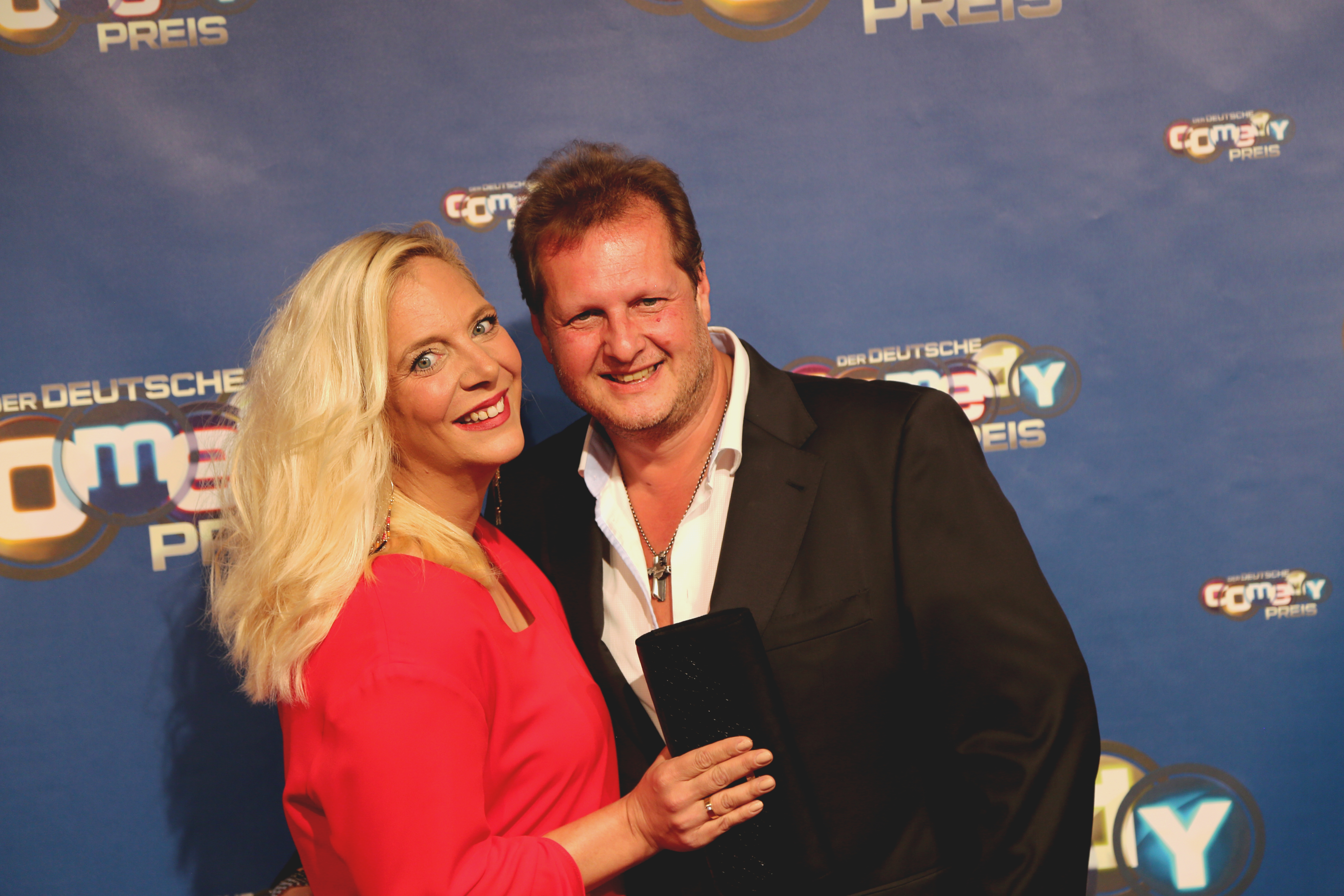
Jens und Daniela Büchner erreichten in Staffel 3 Platz 7.

| Platz | Teilnehmer                                                     | Bekannt geworden als | Verließen die Show am | Rausgewählt mit […] Stimmen |
| ----- | -------------------------------------------------------------- | --- | --------------------- | --------------------------- |
| 1     | Uwe Abel (48) und seine Ehefrau Iris Abel (50)                 | Bauer sucht Frau-Paar | 13. Aug. 2018         |                             |
| 2     | Shawne Fielding (48) und ihr Freund Patrick Schöpf (49)        | Society-Lady / Eishockey-Profi | 13. Aug. 2018         |                             |
| 3     | Frank Fussbroich (50) und seine Ehefrau Elke Fussbroich (51)   | Protagonist in Die Fussbroichs (1989–2001), Teilnehmer bei Big Brother / –                                                         | 13. Aug. 2018         |                             |
| 4     | Patricia Blanco (46) und ihr Freund Nico Gollnick (28)         | Teilnehmerin bei Big Brother, Ich bin ein Star – Holt mich hier raus!, Goodbye Deutschland! Die Auswanderer und Adam sucht Eva / – | 13. Aug. 2018         |                             |
| 5     | Stephanie Schmitz (24) und ihr Verlobter Julian Evangelos (25) | Love Island-Paar | 6. Aug. 2018          | 3 von 6                     |
| 5     | Micaela Schäfer (34) und ihr Freund Felix Steiner (33)         | Erotikmodel, Teilnehmerin bei Germany’s Next Topmodel und Ich bin ein Star – Holt mich hier raus! / –                              | 6. Aug. 2018          | 3 von 6                     |
| 7     | Jens Büchner (48) und seine Ehefrau Daniela Büchner (40)       | Schlagersänger, Teilnehmer bei Goodbye Deutschland! Die Auswanderer und Ich bin ein Star – Holt mich hier raus! / –                | 30. Juli 2018         | 5 von 7                     |
| 8     | Bert Wollersheim (67) und seine Freundin Bobby Anne Baker (48) | Bordellbetreiber, Protagonist in Die Wollersheims – Eine schrecklich schräge Familie! / Country-Sängerin                           | 23. Juli 2018         | 3 von 8                     |

## Nominierungen
|                       | Folge 1            | Folge 2                             | Folge 3                 | Folge 4                          | Folge 5                            | Folge 6 (Finale)       |
| --------------------- | ------------------ | ----------------------------------- | ----------------------- | -------------------------------- | ---------------------------------- | ---------------------- |
| Uwe & Iris            | Stephanie & Julian | Bert & Bobby                        | Patricia & Nico         | Jens & Daniela                   | Shawne & Patrick Micaela & Felix   | Promipaar 2018         |
| Shawne & Patrick      | Jens & Daniela     | Frank & Elke                        | Jens & Daniela          | Jens & Daniela                   | Stephanie & Julian Uwe & Iris      | 2. Platz               |
| Frank & Elke          | Shawne & Patrick   | Bert & Bobby                        | Shawne & Patrick        | Patricia & Nico                  | Shawne & Patrick Micaela & Felix   | 3. Platz               |
| Patricia & Nico       | Uwe & Iris         | Bert & Bobby                        | Bert & Bobby            | Jens & Daniela                   | Stephanie & Julian Uwe & Iris      | 4. Platz               |
| Stephanie & Julian    | Uwe & Iris         | Bert & Bobby                        | Bert & Bobby            | Jens & Daniela                   | Shawne & Patrick Micaela & Felix   | rausgewählt in Folge 5 |
| Micaela & Felix       | Jens & Daniela     | Bert & Bobby                        | Jens & Daniela          | Jens & Daniela                   | Stephanie & Julian Uwe & Iris      | rausgewählt in Folge 5 |
| Jens & Daniela        | Shawne & Patrick   | Bert & Bobby                        | Bert & Bobby            | Uwe & Iris                       | rausgewählt in Folge 4             | rausgewählt in Folge 4 |
| Bert & Bobby          | Jens & Daniela     | Patricia & Nico                     | Jens & Daniela          | rausgewählt in Folge 3           | rausgewählt in Folge 3             | rausgewählt in Folge 3 |
|                       | Folge 1            | Folge 2                             | Folge 3                 | Folge 4                          | Folge 5                            | Folge 6 (Finale)       |
| Freiwilliger Auszug   |                    |                                     |                         |                                  |                                    |                        |
| Nominierungs- schutz  | Micaela & Felix    | Stephanie & Julian Shawne & Patrick | Uwe & Iris Frank & Elke | Shawne & Patrick Micaela & Felix | Frank & Elke Patricia & Nico       |                        |
| Rauswahl              |                    |                                     | Bert & Bobby            | Jens & Daniela                   | Stephanie & Julian Micaela & Felix |                        |
| Anmerkungen: 1. 2. 3. |                    |                                     |                         |                                  |                                    |                        |

## Ablauf
- In Folge 1 wurden Jens und Daniela Büchner mit 3 von 8 Stimmen zum unbeliebtesten Paar gewählt und durften am nächsten Paarspiel nicht teilnehmen. Micaela Schäfer und Felix Steiner waren vor Nominierungen geschützt.[1]
- In Folge 2 wurden Bert Wollersheim und Bobby Anne Baker mit 6 von 8 Stimmen zum unbeliebtesten Paar gewählt und dürfen am nächsten Paarspiel nicht teilnehmen. Shawne Fielding und Patrick Schöpf sowie Stephanie Schmitz und Julian Evangelos waren vor Nominierungen geschützt.
- In Folge 3 wurden Bert Wollersheim und Bobby Anne Baker sowie Jens und Daniela Büchner mit je drei Stimmen nominiert. Erstere mussten aufgrund des im direkten Vergleich schlechteren Abschneidens bei den Spielen die Sendung verlassen. Uwe und Iris Abel sowie die Fussbroichs waren vor Nominierungen geschützt.
- In Folge 4 wurden Jens und Daniela Büchner mit 5 von 7 Stimmen aus dem Sommerhaus gewählt.  Patricia Blanco und Nico Gollnick, sowie Micaela Schäfer und Felix Steiner gewannen die Spiele und waren somit vor Nominierungen geschützt, allerdings siegte Patrick Schöpf in einem dritten Überraschungsspiel und erspielte somit den Nominierungsschutz für ihn und seine Partnerin Shawne Fielding. Der Nominierungsschutz von Patricia Blanco und Nico Gollnick wurde wieder aufgehoben.
- In Folge 5 waren die Gewinner der beiden Spiele, die Fussbroichs sowie Patricia Blanco/Nico Gollnick vor Nominierungen geschützt. Jedes Paar nominierte zwei andere Paare, wonach alle vier nominierbaren Paare 3 Stimmen aufwiesen. Die Spielegewinner konnten nun je ein Paar aus der Show werfen. Nachdem Patricia Blanco/Nico Gollnick Stephanie Schmitz und Julian Evangelos bestimmten, entscheiden sich die Fussbroichs für Micaela Schäfer und Felix Steiner.
- In Folge 6 verloren Patricia Blanco und Nico Gollnick das erste Spiel und wurden Vierte. Die Fussbroichs verloren das zweite Spiel und wurden Dritte. Im letzten Spiel siegten die Abels über Shawne Fielding und Patrick Schöpf.

## Einschaltquoten
| Folge | Datum (2018) | Zuschauer | Zuschauer       | Marktanteil | Marktanteil     | Quelle |
| Folge | Datum (2018) | Gesamt    | 14 bis 49 Jahre | Gesamt      | 14 bis 49 Jahre | Quelle |
| ----- | ------------ | --------- | --------------- | ----------- | --------------- | ------ |
| 1     | 9. Juli      | 2,43 Mio. | 1,32 Mio.       | 8,8 %       | 15,7 %          | [ 2 ]  |
| 2     | 16. Juli     | 2,50 Mio. | 1,27 Mio.       | 9,7 %       | 16,1 %          | [ 2 ]  |
| 3     | 23. Juli     | 2,59 Mio. | 1,43 Mio.       | 10,3 %      | 18,6 %          | [ 2 ]  |
| 4     | 30. Juli     | 2,57 Mio. | 1,47 Mio.       | 10,4 %      | 19,1 %          | [ 2 ]  |
| 5     | 6. August    | 2,42 Mio. | 1,29 Mio.       | 9,6 %       | 16,6 %          | [ 2 ]  |
| 6     | 13. August   | 2,75 Mio. | 1,46 Mio.       | 9,6 %       | 16,5 %          | [ 2 ]  |

## Trennungen
- Bert Wollersheim und Bobby Anne Baker trennten sich einen Tag nach den Dreharbeiten. Er war zu diesem Zeitpunkt schon mit Ginger Costello zusammen.[3]
- Micaela Schäfer und Felix Steiner trennten sich kurz nach den Dreharbeiten, liierten sich aber im November 2018 wieder.[4]
- Patricia Blanco und Nico Gollnick trennten sich im September 2018.[5]
- Shawne Fielding und Patrick Schöpf trennten sich im Juli 2020.[6]